# IC 3730
IC 3730 је спирална галаксија у сазвјежђу Береникина коса која се налази на листи објеката дубоког неба у Индекс каталогу.
Деклинација објекта је + 21° 10' 12" а ректасцензија 12h 45m 6,5s. Привидна величина (магнитуда) објекта IC 3730 износи 14,7 а фотографска магнитуда 15,4. IC 3730 је још познат и под ознакама MCG 4-30-18, CGCG 129-21, ARAK 386, IRAS 12426+2126, HARO 34, NPM1G +21.0334, PGC 42971.